# الحدية (عبس)

تعديل مصدري - تعديل

الحدية هي إحدى قرى عزلة بني ثواب بمديرية عبس التابعة لمحافظة حجة، بلغ تعداد سكانها 645 نسمة حسب تعداد اليمن لعام 2004.